# Cyclaspis elegans
Cyclaspis elegans är en kräftdjursart som beskrevs av William Thomas Calman 1907. Cyclaspis elegans ingår i släktet Cyclaspis och familjen Bodotriidae. Inga underarter finns listade i Catalogue of Life.